# Mare nostrum (skivalbum)
Mare nostrum från 2007 är ett musikalbum med den svenske pianisten Jan Lundgren, trumpetaren Paolo Fresu från Sardinien och den franske bandoneonisten Richard Galliano.

## Låtlista
1. Mare nostrum (Jan Lundgren) – 5:55
2. Principessa (Richard Galliano) – 4:35
3. Eu nao existo sem voce (Antônio Carlos Jobim/Vinícius de Moraes) – 2:58
4. The Seagull (Jan Lundgren) – 3:18
5. Que reste-t-il de nos amours? (Charles Trenet) – 4:32
6. Years Ahead (Jan Lundgren) – 5:05
7. Sonia's Nightmare (Paolo Fresu) – 4:04
8. Chat Pitre (Richard Galliano) – 3:00
9. Valzer del ritorno (Paolo Fresu) – 4:24
10. Open Your Mind (Jan Lundgren) – 4:05
11. Liberty Waltz (Richard Galliano) – 4:10
12. Mio Mehmet, forse il destino m’impedirà di rivederti (Paolo Fresu) – 4:29
13. Ma mère l’oye (Maurice Ravel) – 4:28
14. Para Jobim (Richard Galliano) – 3:57
15. Vårvindar friska (trad, arr Jan Lundgren) – 3:11

## Medverkande
- Jan Lundgren – piano
- Paolo Fresu – trumpet, flygelhorn
- Richard Galliano – accordion, bandoneon

## Mottagande
Skivan fick ett gott mottagande när den kom ut med ett genomsnitt på 4,2/5 baserat på tre recensioner.